# Herb Cieszanowa
Herb Cieszanowa – jeden z symboli miasta Cieszanów i gminy Cieszanów w postaci herbu.

## Wygląd i symbolika
Herb przedstawia na czerwonej tarczy srebrny miecz ze złotą rękojeścią, skierowany ostrzem w dół. Po obu stronach miecza widnieją dwie srebrne klamry.
Herb nawiązuje do herbu szlacheckiego Cholewa, którym pieczętowała się rodzina Rojowskich, dawnych właścicieli Cieszanowa.

## Historia
Herb miasto przejęło po rodzinie Rojowskich, którzy do XIX wieku, byli właścicielami Cieszanowa. Herb został zatwierdzony w 1780 a potem przy powtórnej konsultacji historyków w 1992 roku. Na dawnych pieczęciach miejskich herb zaopatrzony jest w koronę ze strusimi piórami i z armaturą, na sposób rycerski.